# Шпрингфельд Павло Олександрович
Шпрингфельд Павло Олександрович (рос. Па́вел Алекса́ндрович Шпри́нгфельд; 21 січня 1912, Катеринодар, Російська імперія — 2 жовтня 1971, Москва, Російська РФСР) — російський радянський  актор. Заслужений артист РРФСР (1969).
Закінчив Державний інститут театрального мистецтва в Москві (1933). Працював у театрах ім. Ленінського комсомолу і «Моссовета», Театрі-студії кіноактора.

## Фільмографія
Знімався у фільмах:
- «Мої університети» (1940, Васька Грачик),
- «Лєрмонтов» (1943, Одоєвський),
- «Серця чотирьох» (1941, Гліб Заварцев),
- «Весілля» (1944)
- «Близнюки» (1945, Альоша Листопад)
- «Випадок в пустелі» (1957, сержант)
- «Похмурий Вангур» (1959, Борис Никифорович Пушкарьов)
- «Тжвжик» (1961, дубляж Нікогос-ага)
- «Дев'ять днів одного року» (1962)
- «Армія «Плиски»» (1964)
- «Місто майстрів» (1965)
- «Гіперболоїд інженера Гаріна» (1965)
- «Чорт із портфелем» (1966)
- «Джентльмени удачі» (1971, гардеробник Прохоров) та ін.

Грав в українських кінокартинах:
- «Танкер „Дербент“» (1941)
- «Тарас Шевченко» (1951, Куліш),
- «Іван Франко» (Гжибович),
- «Вогнище безсмертя» (1956, інквізитор),
- «Штепсель одружує Тарапуньку» (1957)
- «Народжені бурею» (1957, слюсар Глушко),
- «Дорогою ціною» (1957)
- «Летючий корабель» (1960, Ясат),
- «Стежки-доріжки» (1963, Дудка),
- «У мертвій петлі» (1963, Фра Дияволо),
- «Місто — одна вулиця» (1964, аптекар).